# Říšský komisariát Ukrajina
Říšský komisariát Ukrajina (německy Reichskommissariat Ukraine) (ukrajinsky Райхскомісаріат Україна (Rajchskomisariat Ukrajina) bylo okupované území a správní jednotka Třetí říše v letech 1941 až 1944 na území části dnešní Ukrajiny a Běloruska. Po celou dobu existence ho spravoval říšský komisař Erich Koch.
Po operaci Barbarossa obsadili Němci Ukrajinu. Nacisté v oblasti ihned provedli rozsáhle razie. V oblasti působila též Ukrajinská povstalecká armáda, která se snažila vyhlásit samostatný stát.

## Historie

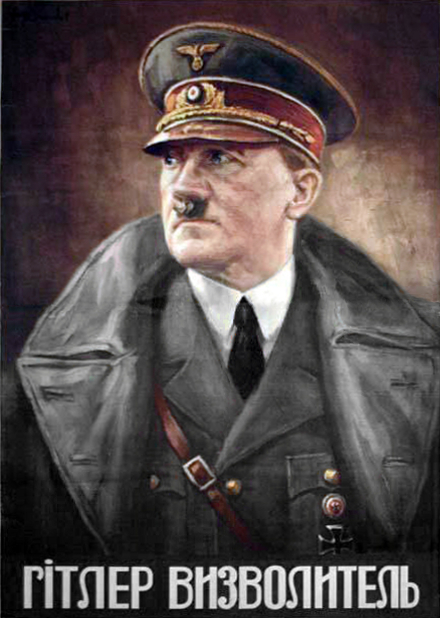
Nacistický propagandistický plakát v ukrajinštině, který sděluje „Hitler, osvoboditel!“.

22. června 1941 zahájilo nacistické Německo invazi do Sovětského svazu, aby zničilo svého ideologického protivníka. Podle Adolfa Hitlera a dalších německých expanzionistů by zničení "žido-bolševického" státu znamenalo odstranění hrozby z německých východních hranic a umožnilo by Němcům využít rozsáhlé prostory západního Sovětského svazu, kam patřila úrodná Ukrajina, která by naplnila materiální potřeby německého obyvatelstva. Území by také poskytlo "Lebensraum" pro budoucí německé kolonisty.
Německá invaze vyústila k pádu západních jednotek Rudé armády a nacistické plány se staly realitou. 16. července 1941 jmenoval Hitler nacistu Ericha Kocha Reichskommisarem (říšským komisařem) pro plánovaný Říšský komisariát Ukrajina.
14. prosince 1941 projednával Rosenberg s Hitlerem různé záležitosti ohledně Říšského komisariátu Ukrajina. Jednalo se o spor týkající se postavení Kocha a jeho přístupu k Hitlerovi, nedostatku pracovních sil při sklízení úrody; Hitler dále trval na tom, že by měly být Krym a většina jižní Ukrajiny „vyčištěny“ (tzn. nežádoucí národnosti by měly být odstraněny) a přímo připojeny k Německé říši jako oblast zvaná Gotenland (Země Gótů). 
1. dubna 1942 nařídil Hitler vytvoření nacistické strany Arbeitsbereich Osten der NSDAP pro nově okupovaná východní území. Tento krok byl odmítán Rosenbergem a Heinrichem Himmlerem. Rosenberg se obával, že by transformace správy východních oblastí ze státní na stranickou byrokracii znamenala konec jeho ministerského orgánu. Himmler měl obavy, že by bylo vedení státu arbeitsbereich doprovázeno komisaři RVK (komisaři pro válku), kteří by se dostali k moci na úkor SS, který postupně upadal již od září minulého roku, kdy vláda začala vytvářet komisariát s místními komisaři, kteří kontrolovali policii, což bylo doposud úkolem SS.
Odpor zadního voje Himmlera a Rosenberga se brzy zhroutil kvůli tlaku Martina Bormanna v Berlíně, Kochovi a Lohsovi. Rosenberg byl alespoň jmenován Reichleiterem (říšským velitelem) nové arbeitsbereich. Rosenberg se později pokoušel získat takovou politickou moc, aby byly všechny stranické záležitosti pod jeho kontrolou, zakázal vytváření organizací a jakoukoli politickou aktivitu bez jeho výslovného povolení. Netřeba říkat, že byl jeho příkaz neuposlechnut. Himmler a Rosenberg doufali, že by mohli získat nějaký vliv společnými silami. Na jmenování Gottloba Bergera (Himmlerova pravá ruka a šéf personálu SS) Rosenbergovým zástupcem se rozhodli udělat krok, který by dal Rosenbergovi kontrolu nad SS v okupovaných sovětských oblastech pod civilní správou na oplátku za jeho podporu SS při mocenských bojích.
Kooperace Rosenberga a Himmlera nedosáhla ničeho jiného než podráždění a Berger brzy ustoupil od veškeré spolupráce. Koch a Lohse začali následně omezovat komunikaci s Rosenbergem udržujíce styk s Hitlerem přes Bormanna a stranické kancléřství. Oba se také zasloužili o vznik organizace SA jako protějšku SS. Vzhledem k tomu, že úředníci komisariátu byli aktivní nebo záložní pracovníci SA, již existující zášť vůči SS byla vzkříšena a otrava vztahů byla zaručena.
Höhere SS- und Polizeiführer (HSSPF) na Ukrajině, Hans-Adolf Prutzmann, se pokoušel přiblížit ke Kochovi, aby ho opovržlivě zneužil a odvolal.

## Geografie

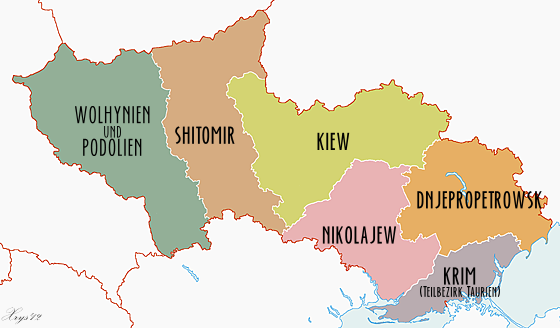
Administrativní dělení

Říšský komisariát Ukrajina vyloučil několik částí dnešní Ukrajiny a zahrnul některá území mimo její dnešní hranice. Byl rozšířen od Volyně kolem města Luck po trase z Vinnycja do Mykolajivu podél řeky Jižní Bug na území Kyjeva, Poltavy a Záporožské oblasti na východě. Dobytá území dále na východě včetně zbytku Ukrajiny (Krym, Černihivská oblast, Charkovská oblast a Donbas/Doněcká uhelná pánev) byla pod vojenskou správou až do roku 1943-44. Při největším rozsahu dosahovala téměř 340 000 km².
Podle Hitlerova rozkazu byla Halič převedena pod kontrolu generálního gouvernementu jako jeho pátá správní část. Dřívější sovětské území mezi řekami Jižní Bug a Dněstr bylo z Říšského komisariátu Ukrajina vyloučeno; získalo ho Rumunsko a bylo pojmenováno "Zadněstří", bylo řízeno z Oděsy rumunským guvernérem Dr. Alexeanu.
Také zahrnoval několik jižních částí Běloruska včetně běloruského Polesí, rozsáhlá oblast na severu řeky Pripjať s lesy a močály, stejně tak Brest Litevský a města Pinsk a Mazyr. To bylo zásluhou Němců, kteří chtěli zajistit stálé zásobování dřevem, efektivní železnici a vodní dopravu.

## Správa
Staatssekretär („ministr“) Herbert Backe byl osobně jmenován Alfredem Rosenbergem, který byl říšským ministrem pro okupovaná východní území. Jeho ministerstvo podávalo pokyny pro říšského komisaře na Ukrajině kvůli řízení budoucích správců Říšského komisariátu Ukrajina.
"Die Reichskommissare unterstehen dem Reichsminister fur die besetzen Ostgebiete und erhalten ausschliesslich von ihm Weisungen..." (překlad: Říšští komisaři jsou podřízeni říšskému ministrovi pro okupovaná východní území a přijímají rozkazy pouze od něj…) byla "Führerova" vyhláška pro správu východních oblastí.
Hlavní sídlo této německé správy bylo v Rovnu na západní Ukrajině.
Profesor Wolodomyr Kubijowytsch získal roli „šéfa hlavní ukrajinské komise“ od německé správy.
Místní správa občanského a kriminálního soudnictví byla na rozdíl od SS a Wehrmachtu obsazena „Parteien Chef“, „soudními vykonavateli“ a „starosty“ pod dohledem německých „Schoffen“ (poradců) a „Schlichten“ (rozhodčích) s velkou právní mocí. Nejdůležitější případy, které se týkaly „přirozených práv“ jakékoli „árijské“ osoby, byly řešeny v Rovnu nebo Berlíně.
Wehrmacht zavedl na Ukrajině reformy, které umožňovaly omezenou náboženskou svobodu. V lednu roku 1942 se stal biskup Polikarp Sikorsky z ukrajinské pravoslavné církve dočasným správcem církevních pozemků v okupované Ukrajině a byl mu udělen titul arcibiskupa Lucku a Kovele. Měl také pravomoc v biskupství v Kyjevě, Žytomyru, Poltavě, Kirovohradu, Lubny, Dněpropetrovsku a Bílé Cerekvi pod vyhláškou občanské německé správy o omezené náboženské svobodě na Ukrajině. Německá správa také dovolovala Alexandrovi, arcibiskupovi z Pinsku a Polesí, aby si zachoval náboženskou autoritu, jako měl před válkou, a to samé povolení bylo uděleno arcibiskupovi Alexandrovi z Volyně.

### Územněsprávní rozdělení

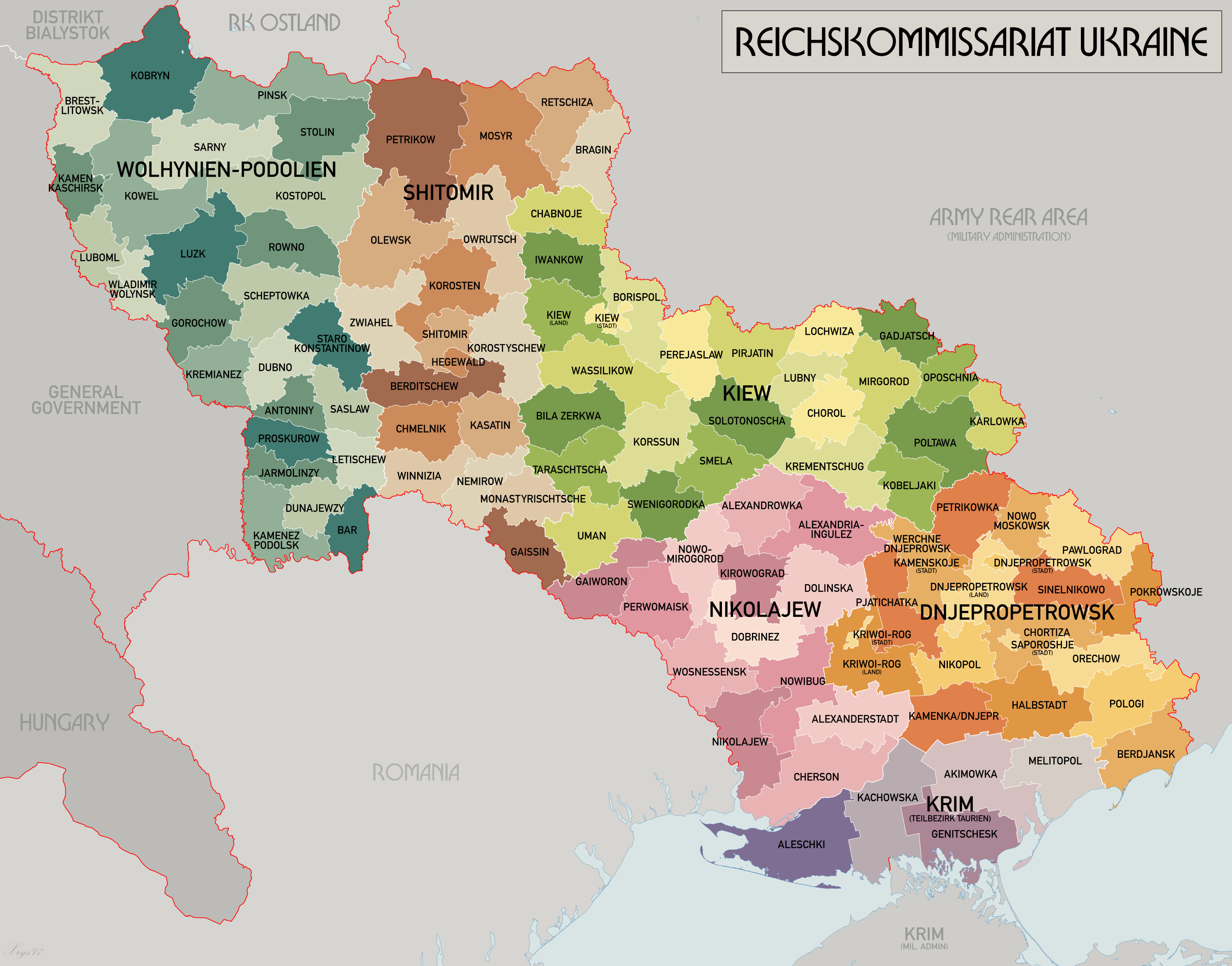
Říšský komisariát Ukrajina

Správní sídlo Říšského komisariátu bylo v Rovnu. Byl rozdělen na 6 Generalbezirke (obecné okresy), před plánováním operace Barbarossa se jmenovaly Generalkommissariate (obecná komisařství). Tato správní struktura byla následně rozdělena do 114 Kreisgebiete (kruhových oblastí) a dále na 443 Parteien (stran).
Každý "Generalbezirk" spravoval "Generalkommissar"; každý Kreisgebiete vedl "Gebietskommissar" a každá Partei byla řízena ukrajinským nebo německým "Parteien Chef" (šéfem strany). Na nižší úrovni byli němečtí nebo ukrajinští "Akademiker" (Akademici). Zároveň byly v menším měřítku spravovány místní obce rodilými správci a starosty doprovázenými v případě potřeby příslušnými německými politickými poradci. V nejdůležitějších oblastech nebo tam, kde zůstalo oddělení německé armády, byla vždy místní správa řízena Němcem; v méně důležitých oblastech to mohl být místní pracovník.
Šest Generalbezirke:
- Wolhynien und Podolien (Volyně a Podolí; Luck)
- Shitomir (Žytomyr)
- Kiew (Kyjev)
- Nikolajew (Mykolajiv)
- Dnjepropetrowsk (Dněpropetrovsk)
- Krim-Taurien (Krym-Taurida; Melitopol)